# Fjeldgruppen
Fjeldgruppen er et tværkorpsligt samarbejde mellem De grønne pigespejdere, KFUM-Spejderne i Danmark og Det Danske Spejderkorps grundlagt i 1974.
Fjeldgruppen tilbyder sikkerhedskurser og ture inden for bl.a brævandring, klatring, fjeldvandring, kano og kajak for ledere og de ældste spejdere og udlejer udstyr til vildmarksaktiviteter.